# 桜井涼子
桜井 涼子（さくらい りょうこ ）は日本の元AV女優、元ストリッパーである。
趣味：買い物、クラシックバレエ、ピアノ、英会話。

## 略歴
- 高校在学中に新宿でスカウトされ、卒業と同時にティファニー（h.m.p）より白鳥美香名義で本番デビュー。
- h.m.pの専属女優として8本の単体AV作品に出演した
- 大学在学時に桜井涼子と改名し、AV復帰。
- '97年11月11日「川崎ロック」でストリップ デビュー。瞳リョウ、紺堂つかさ、沢口ミキ、遠野みずほなど所属事務所 「B-OPEN」所属のタレントと競演[1]。
- '98年よりセルビデオ（モザイクが小さく薄い）に進出。名作「おしおき2」などインデペンデント系の作品に多数出演。
- '99年6月〜10月、4カ月間休業。
- '99年11月、「浅草ロック座」公演で復帰。
- 2000年1月、急遽予定公演を中止し、引退。予定されていた次回AV作品の企画やイベント等のスケジュールもすべてキャンセル。'99年12月の福山第一劇場のステージが最後となる。
- 最後のAV作品（VHS）となったのは'99年9月30日発売「クルミの子」（STAR）。

## 作品

### 白鳥美香名義
| 発売年 | タイトル                                                           | レーベル           | 監督・本番男優／備考                                                         |
| ------ | ------------------------------------------------------------------ | ------------------ | ---------------------------------------------------------------------------- |
| 94     | 04月「処女宮 第四章」VHS                                           | ティファニー       | 監督：島村雪彦 男優：速水建二、沢木和也／本番デビュー作品                    |
| 94     | 07月「エロティックな甘い罠」VHS                                    | ティファニー       | 監督：島村雪彦 男優：日比野達郎、加藤鷹、仁科武志／初オナニー本番作品        |
| 94     | 08月「恥ずかしく愛して」VHS                                        | ティファニー       | 監督：島村雪彦 男優：チョコボール向井、沢木和也／初顔射本番作品              |
| 94     | 10月「お嬢様はおしゃぶり上手」VHS                                  | ティファニー       | 監督：島村雪彦 男優：加藤鷹、奥和愛、仁科武志                                |
| 94     | 12月「おさな妻とろけちゃう」VHS                                    | ティファニー       | 監督：笠井雅裕 男優：日比野達郎、加藤鷹、田淵正浩 ／初ハメ撮り本番作品       |
| 95     | 01月「プルプルおっぱい女子大生」VHS                                | ティファニー       | 監督：森口緑 男優：加藤鷹 、チョコボール向井、青木達也／初フェラ抜き本番作品 |
| 95     | 03月「おっぱい新妻ぷるりんぱ!」VHS                                 | ミスクリスティーヌ | 監督：神野龍太郎 男優：速水建二、仁科武志／初3P本番作品                      |
| 95     | 04月「わたしたちがヤラれた理由」VHS                                | エイトマン         | 監督：こかつあつし 男優：平賀勘一 共演 宮木潮音、麻宮淳子                    |
| 95     | 「ティファニーの女神たち・官能クライマックス」VHS                  | ティファニー       | オムニバス                                                                   |
| 96     | 「処女宮伝説」VHS                                                  | ティファニー       | オムニバス                                                                   |
| 97     | 「秘蔵盤」VHS                                                      | ティファニー       | オムニバス                                                                   |
| 2010   | 「h.m.pがお贈りするたっぷり50人 A級☆美少女 8時間2枚組」DVD         | h.m.p              | オムニバス「処女宮」より抜粋                                                 |
| 2010   | 「h.m.pがお贈りする僕の妹アイドルたっぷり100人12時間」DVD          | h.m.p              | オムニバス                                                                   |
| 2010   | 「あのアイドルがスーパーリマスターREMIXで甦る」DVD                 | h.m.p              | オムニバス、「恥ずかしく愛して」より抜粋                                     |
| 2010   | 「h.m.pがお贈りする10代のピチピチ美女たっぷり100人12時間3枚組」DVD | h.m.p              | オムニバス                                                                   |
| 2011   | 「処女宮Fantasy 」DVD                                              | h.m.p              | オムニバス「処女宮」より抜粋                                                 |
| 2011   | 「h.m.pがお贈りする低身長女優たっぷり100人 8時間」DVD              | h.m.p              | オムニバス                                                                   |
| 2012   | 08月「大人のAV vol.1 まとめて10作品」DVD                           | h.m.p              | 監督：はまにい オムニバス                                                    |
| 2012   | 「忘れられない1990年代の美少女」DVD                                | h.m.p              | オムニバス、「恥ずかしく愛して」より抜粋                                     |
| 2014   | 04月「処女宮ロマンチック・ベスト４時間」DVD                        | h.m.p              | 監督：一平 オムニバス                                                        |
| 2016   | 06月「レジェンドAV 芳友舎 ティファニー」                           | h.m.p              | オムニバス、「お嬢様はおしゃぶり上手」を収録 伊藤真紀、佐藤江珠他収録        |

### 桜井涼子名義
| 発売年 | タイトル                                                    | レーベル                 | 監督・本番男優／備考                                                        |
| ------ | ----------------------------------------------------------- | ------------------------ | --------------------------------------------------------------------------- |
| 97     | 07月「破廉恥ヌルヌル」VHS                                   | 宇宙企画                 | 監督：影浦紫音 男優：戸川夏也（ハメ撮り）、大島丈、志良玉弾吾／初玉舐め作品 |
| 97     | 09月「美乳神話」VHS                                         | 宇宙企画                 | 監督：吉野文鳥 男優：島袋浩（ハメ撮り）、大島丈、仁科武志                   |
| 97     | 10月「性体実験」VHS                                         | KUKI                     | 監督：遊法仁 男優：日比野達郎、青木達也                                     |
| 97     | 12月「パンスト倶楽部7」VHS                                  | 宇宙企画                 | 監督：斉藤修 男優：斉藤修                                                   |
| 98     | 01月「社長秘書レイプ 八方美人の性」VHS                      | アタッカーズ             | 男優：志良玉弾吾、TJ山本、星矢英人 ／初中出し・初放尿作品                   |
| 98     | 03月「バイリンギャル」VHS                                   | 曼荼羅                   | 男優：浅見草太／全編1本番のみ作品                                           |
| 98     | 03月「女子校生痴漢電車」VHS                                 | 笠倉出版                 |                                                                             |
| 98     | 04月 「おさな妻スペシャル〜疼いた果肉」VHS                  | 笠倉出版                 | 監督：宇野哲也 男優：仁科武志                                               |
| 98     | 05月「疼いた果実女子校生」VHS                               | 笠倉出版                 |                                                                             |
| 98     | 06月「PLAYGIRL」VHS                                         | グラスルーツ             | 男優：笹木良一、アロハ前田／初 口内射精作品                                 |
| 98     | 07月「若妻エロライブ 女はそれを我慢できるか？」VHS          | フューチャー             | ※ 完全生本番作品                                                            |
| 98     | 08月「おしおき2」VHS                                        | ハリウッドフィルム       | 監督：速水建二、男優：速水建二、市原克也 ／陵辱物                           |
| 99     | 05月「ワンダフル・ボディ」VHS                               | ZIPZAP                   | 監督：日比野達郎 男優：日高 涼、日比野達郎                                  |
| 99     | 05月「オナドルの復活」VHS                                   | ホットエンターテイメント | 監督：梶俊吾 男優：秋吉宏樹                                                 |
| 99     | 06月「DXランジェリーコレクション」VHS（オムニバス）         | 笠倉出版                 | 監督：宇野哲也 男優：仁科武志                                               |
| 99     | 07月「スーパー女子校生おしゃぶり中毒90分」VHS（オムニバス） | 笠倉出版                 | 監督：宇野哲也 男優：多数                                                   |
| 99     | 09月「クルミの子」VHS ※引退作品                             | ホットエンターテイメント | 監督：梶俊吾 男優：助監督、一条正都                                         |
| 2000   | 02月「爆乳アイドル90分抜きまくりスペシャル2」VHS            | ホットエンターテイメント | オムニバス                                                                  |
| 2001   | 「もぎたて果実TOPTEEN」DVD                                  | D's                      | オムニバス、「バイリンギャル」より抜粋                                      |
| 2001   | 「20世紀を彩った10人の美女」DVD                             | ホットエンターテイメント | オムニバス、「オナドルの復活」より抜粋                                      |
| 2002   | 03月「死夜悪THE BEST 14〜社内陵辱セレクト〜」DVD            | アタッカーズ             | オムニバス                                                                  |
| 2003   | 07月「死夜悪アンソロジー2」DVD                              | アタッカーズ             | オムニバス                                                                  |
| 2004   | 12月「爆乳巨乳美乳20年史 Deluxe 3」DVD                      | ディースリー             | オムニバス 「疼いた果肉」より抜粋                                           |
| 2005   | 「プレミアムガールVol.3」DVD                                | V-Zone                   | オムニバス、「オナドルの復活」より抜粋                                      |
| 2005   | 05月「I just want you」 DVD                                 | TIP TOP ENTERTAINMENT    | アメリカ編集（モザイクレス）・発売                                          |

- OK演技：本番（生・コンドーム装着・疑似）／フェラチオ・イラマチオ／玉舐め[3]／指入れ／口内射精／顔面射精／膣内射精／精飲／3P／SMプレイ／潮吹き・放尿／異物挿入／ディープキス
- NG演技：アナル／DP／スカトロ／露出／飲尿／フィスト

## 雑誌掲載
| 発行年 | 発行月 | 誌名                                                   | 内容                                    |
| ------ | ------ | ------------------------------------------------------ | --------------------------------------- |
| 97     | 06月   | 「Bejean No.44」                                       | 4c・7p, 8カット                         |
| 97     | 07月   | 「ベストビデオ No.126（三和出版）」                    | 4c・8p, 11カット、インタビュー:1c・2p   |
| 97     | 09月   | 「PHOTO SHOT Vol.26（英知出版）」                      | 4c・6p, 8カット                         |
| 97     | 09月   | 「すっぴん（英知出版）」                               | 4c・4p, 6カット                         |
| 97     | 10月   | 「PHOT SHOT VIRGIN NUDE 2スペシャル（英知出版）」      | 4c・6p, 76カット                        |
| 97     | 10月   | 「BeppinスクールNo.75（英知出版）」                    | 4c・2p, 8カット、扉に3カット            |
| 97     | 10月   | 「ベストビデオ No.129（三和出版）」                    |                                         |
| 97     | 11月   | 「マガジン・バン（サン出版）」                         | 4c・8p 7カット                          |
| 97     | 12月   | 「AVいだてん情報（大洋図書）」                         | 4c・8p 7カット                          |
| 97     | 12月   | 「PHOTO ALBUM」                                        | 4c・6p 8カット                          |
| 97     | 12月   | 「WOooo! No.67（サン出版）」                           | 4c・5p 15カット                         |
|        | 12月   | 「ウォー!コギャル隊（サン出版）」                      | 4c・6p 6カット                          |
| 98     | 01月   | 「アクション写真塾（サン出版）」                       | 4c・8p, 11カット                        |
| 98     | 03月   | 「月刊Don't! スペシャル（サン出版）」                  |                                         |
| 98     | 04月   | 「季刊ちゅうポップ（ミリオンブック）」                 | 表紙のみ                                |
| 98     | 05月   | 「ザ・ベストSpecial（KKベストセラーズ）」              | 4c・6p, 13カット                        |
| 98     | 07月   | 「ビデオボーイ No.171（ジーオーティー）」              | 4c・6p, 10カット                        |
| 98     | 07月   | 「実話体験告白 人妻編 No.66（日正堂）」                | 4c・3p, 7カット、表紙1カット            |
| 98     | 08月   | 「Bejean No.58（英知出版）」                           | 4c・6p, 9カット                         |
| 98     | 08月   | 「パンストピア24（日本出版社）」                       | 4c・8p, 25カット、裏表紙:1カット        |
| 98     | 08月   | 「Cheki No.003（晋遊舎）」                             | 4c・6p, 11カット、撮影レポに4c・3カット |
| 98     | 09月   | 「デラべっぴん No.154（英知出版）」                    | 4c・4p, 6カット                         |
| 98     | 09月   | 「Gokuh No.86（英知出版）」                            | 4c・6p, 8カット                         |
| 98     | 09月   | 「Cheki No.004（晋遊舎）」                             | 4c・3p, 12カット                        |
| 98     | 10月   | 「チェリーBOMBチェリーギャルズコレクション（晋遊舎）」 | 4c・4p, 10カット                        |
| 99     | 03月   | 「天然極上娘 月刊ぺあマガジン増刊（日正堂）」          | 表紙のみ                                |
| 2007   | 06月   | 「PENT-JAPANスペシャルVol.135（ぶんか社）」            | 白鳥美香名義                            |

## 写真集
| 発行年月 | タイトル                     | 発行・発売元                                   | 撮影者                        | 備考                                                                   |
| -------- | ---------------------------- | ---------------------------------------------- | ----------------------------- | ---------------------------------------------------------------------- |
| 98.08    | 「プライベートランジェリー」 | シー・エム・ゼット刊／（株）メディアックス発売 | 撮・石川 洋司他／編集・池田修 | 4c・45p・74カット 制作 ガムスタジオ／衣装協力 ウイズ                   |
| 2000.03  | 「爆乳お姉さん」             | ホットエンターテイメント                       |                               | 4c・6p・19カット Ａ5版、宮下くるみ名義、AV作品「クルミの子」現場写真集 |

## デジタル写真集
- Deepryouko

## ストリップ公演
| 公演年 | 公演期間           | ストリップ劇場       | 備考                                                                   |
| ------ | ------------------ | -------------------- | ---------------------------------------------------------------------- |
| 1997   | 11月11日〜11月30日 | 川崎ロック座         | 初舞台、共演：穂波優花、梓めぐみ、紺堂つかさ                           |
| 98     | 2月11日〜2月20日   | 十三ミュージック     | じゃんけんファンサービス                                               |
| 98     | 3月11日〜3月20日   | 仙台ロック           | 共演：夏樹みゆ、小林里穂、小泉志穂、坂上なつみ、橘美希、他             |
| 98     | 7月1日〜15日       | 川崎ロック座         | 共演：雅麗華、春名梨沙、真田ゆかり他                                   |
| 98     | 8月1〜8月10日      | 新宿DX歌舞伎町       | じゃんけんファンサービス                                               |
| 98     | 9月1日〜9月20日    | 浅草ロック座         | 共演：雅 麗華、細井架奈美、橘未稀、真田ゆかり、野本麻文、鈴木くるみ 他 |
| 98     | 11月5日            | DX東寺劇場           | 「第31回オールスター金銀銅杯」第2弾 共演：仙葉由希、ももこ、安藤有里他 |
| 98     | 12月22日〜12月30日 | 浅草ロック座         | 共演：河合美千代、佐伯みすず、丹沢亜紀、野本麻文、平松ケイ、豹香、他   |
| 99     | 1月11日〜1月20日   | 新宿DX歌舞伎町       | じゃんけんファンサービス                                               |
| 99     | 2 月1日〜2月10日   | 十三ミュージック     | 同劇場は2012年、個室サービスで摘発される                               |
| 99     | 2月15日〜2月28日   | 仙台ロック           | 共演：丹沢亜紀、高城さやか、梓めぐみ、他                               |
| 99     | 3月1日〜3月15日    | 博多ロックハリウッド | 同劇場はすでに閉館                                                     |
| 99     | 3月20日〜3月31日   | ナニワミュージック   | 同劇場は2011年、公然猥褻の疑いで曽根崎暑に摘発される                   |
| 99     | 4月16日〜4月30日   | 川崎ロック座         | 共演：川口真湖、穂波優花、小杉ゆうな、小室リリカ他                     |
| 99     | 5月1日〜5月10日    | 広島第一劇場         | 同劇場は2006年、個室サービスで広島県警に摘発される                     |
| 99     | 5 月11日〜5月31日  | ススキノマドンナ     | 同劇場は2000年に閉館                                                   |
| 99     | 6月11日〜6月29日   | 浅草ロック座         | 共演：夏希由圭、美咲留衣、平松ケイ、水月涼、水島千彰、冴木麗花、他     |
| 99     | 11月2日〜11月29日  | 浅草ロック座         | 共演：村上麗奈、小林愛美、沙羅、美咲留衣、吉野サリー、桜真琴 他        |
| 99     | 12月11日〜12月30日 | 福山第一劇場         | 最後のショーとなる                                                     |
| 2000   | 1月15日〜1月31日   | 川崎ロック座         | 急遽中止・引退                                                         |

- ショー内容： ベッド、オープン、ポラ、タッチ、ディルド、ファンサービス 他
- 事務所主催で誕生会、ファンとの食事会・懇親会などが企画された
- ストリップ出演時の主なバックミュージックはカイリー・ミノーグの「ラッキー・ラヴ」